# Era Barta d'Arribèra
Era Barta d'Arribèra (francès Labarthe-Rivière) és un municipi occità de Comenge, a Gascunya, del departament de l'Alta Garona, a la regió d'Occitània.